# Victor Feldman
Victor Feldman (Edgware, 7 aprile 1934 – Los Angeles, 12 maggio 1987) è stato un vibrafonista, batterista, pianista e percussionista britannico.
Ha iniziato ad esibirsi professionalmente durante l'infanzia, guadagnandosi poi il plauso nella scena jazz britannica negli anni seguenti. Emigrò negli Stati Uniti a metà degli anni '50, dove continuò a lavorare in ambito jazzistico e anche come musicista di sessione con numerosi artisti pop e rock. Il suo insegnante Carlo Krahmer lo spinse a suonare il vibrafono e così ebbe modo di utilizzare questo strumento per la prima volta con il "Ralph Sharon Sextet" e in seguito con la "Roy Fox band".

## Gli inizi
Feldman si fece immediatamente notare come prodigio musicale quando fu "scoperto", a soli sette anni. La sua famiglia era tutta dedita alla musica e suo padre fondò il Feldman Swing Club a Londra nel 1942, anche per mettere in mostra il talento dei suoi figli. Feldman si esibì fin da giovane: dal 1941 al 1947 suonò la batteria in un trio con i suoi fratelli; a nove anni iniziò a suonare il pianoforte e a 14 iniziò a suonare il vibrafono. Ha partecipato ai film King Arthur Was a Gentleman (1942) e Theatre Royal. (1943). Nel 1944, fu presente ad un concerto con la band AAAF di Glenn Miller, come "Kid Krupa" (in riferimento al batterista Gene Krupa). Ha anche "avuto un ruolo di primo piano nel musical Piccadilly Hayri.

## Prosieguo professionale
Dopo aver frequentato i corsi al Royal College of Music fece il suo debutto come bandleader a quattordici anni. Durante gli anni '50 registrò numerosi album come vibrafonista per le etichette Esquire e Tempo.
Dopo un tour con Woody Herman, si trasferì negli Stati Uniti nel 1957, dove suonò con Howard Rumsey. Dalla fine degli anni '50 in poi, ha lavorato principalmente come musicista di studio. Nel settembre 1959 si esibì con Shelly Manne & His Men al jazz club the Black Hawk, ascoltabile nella registrazione live Shelly Manne & His Men at The Black Hawk.
A inizio anni Sessanta, suonò per mesi, con la composizione di nuovi brani, nel quintetto di Cannonball Adderley, che poi lo rimpiazzò con Joe Zawinul, quando Feldman decise di lavorare con  Stan Getz. Nel 1963,  registrò l'album Seven Steps to Heaven con Miles Davis. Feldman si concentrò poi sul lavoro in studio; collaborò con artisti come Frank Zappa, Steely Dan e Joni Mitchell (nell'album Hejira del 1976), ma ebbe modo di lavorare anche con Solomon Burke, Al Jarreau, Elton John, Cher, Olivia Newton-John, Leo Sayer, Dionne Warwick, Tom Waits, Dusty Springfield, Joe Walsh, Carly Simon, Marvin Gaye, James Taylor, Ry Cooder, Rickie Lee Jones, B.B. King, Johnny Cash, Kenny Rogers, Neil Diamond, Gregg Allman, Patti Austin, José Feliciano, Thelma Houston, Christopher Cross, Glenn Frey, Kim Carnes, Randy Newman, Maria Muldaur, Billy Preston, Betty Wright. Negli anni '80 ha guidato la band crossover Generation Band, alla quale ha partecipato anche suo figlio Trevor Feldman.

In Italia ha collaborato con Alan Sorrenti negli album L.A. & N.Y. (1979) e Beside You (1981).

## Discografia

### Album
- 1956 - Victor Feldman in London, con Pete Blannin, Dizzy Reece, Phil Seamen, Terry Shannon
- 1957 - With Mallets a Fore Thought
- 1957 - On Vibes, con Harold Land, Stan Levey, Carl Perkins, Frank Rosolino, Leroy Vinnegar
- 1958 - The Arrival of Victor Feldman, con Scott LaFaro, Stan Levey
- 1958 - The Music of Victor Feldman
- 1962 - Stop the World I Want To Get Off, con Bob Whitlock, Larance Marable
- 1963 - Soviet Jazz Themes
- 1964 - It's a Wonderful World
- 1964 - Love Me with All Your Heart
- 1967 - Venezuelan Joropo
- 1967 - Victor Feldman Plays Everything In Sight
- 1970 - Smooth
- 1977 - In My Pocket
- 1983 - To Chopin with Love, the Victor Feldman Trio
- 1985 - Secrets of the Andes
- 1987 - The Young Vic

## Partecipazioni
- Suite Sixteen, con John Burden, Lennie Bush, Tony Crombie, Jimmy Deuchar, Tubby Hayes, Derek Humble, Harry Klein, Eric Peter, Tommy Pollard, Jimmy Powell, Dizzy Reece, Ronnie Scott, Phil Seamen, Norman Stenfalt, Ken Wray, 1955
- Latinsville!, con Walter Benton, Willie Bobo, Conte Candoli, Vince Guaraldi, Scott LaFaro, Stan Levey, Armando Peraza, Frank Rosolino, Mongo Santamaría, 1959
- Merry Olde Soul, con Louis Hayes, Hank Jones, Sam Jones, Andy Simpkins, 1960
- Vibes to the Power of Three, con Larry Bunker, Terry Gibbs, 1960
- Moving Along, di Wes Montgomery, 1960
- Seven Steps to Heaven, di Miles Davis, 1963
- Your Smile, con Larance Marable, Bobby Whitlock, 1973
- The Artful Dodger, con Colin Bailey, Monty Budwig, Chuck Domanico, Jack Sheldon, 1977
- Rio Nights, con Chuck Domanico, Trevor Feldman, Eddie Karam, Hubert Laws, Harvey Mason, John Patitucci, Fred Tackett, 1977
- Together Again, con Monty Budwig, Shelly Manne, 1978
- Soft Shoulder, con Generations Band, 1981
- Swordfishtrombones, di Tom Waits, 1983
- Call of the Wild, con Generation Band, 1984
- Fiesta, con Kevin Bassinson, Vinnie Colaiuta, Joseph Conlan, Chick Corea, Nathan East, Manny Fernandez, Michael G. Fisher, Chuck Mangione, Dianne Reeves, Lee Ritenour, 1984
- High Visibility, con Max Bennett, Joseph Conlan, Abe Laboriel, Dean Parks, Tom Scott, 1985